# 红嘴蜂鸟属
红嘴蜂鸟属（学名：Hylocharis），是雨燕目蜂鸟科的一个属，包含棕喉红嘴蜂鸟和金红嘴蜂鸟两个物种，原本还包含白颊红嘴蜂鸟、蓝喉红嘴蜂鸟和蓝头红嘴蜂鸟，前两者现为蓝颏青蜂鸟属，后者与其它若干物种一起被归为金尾蜂鸟属。

## 下属物种
本属包括以下物种：
- 金红嘴蜂鸟 Hylocharis chrysura (Shaw, 1812)
- 棕喉红嘴蜂鸟 Hylocharis sapphirina (J.F.Gmelin, 1788)